# 流星のスコール
「流星のスコール」（りゅうせいのスコール）は、UNISON SQUARE GARDENの6th Single。2012年7月25日にトイズファクトリーより発売。

## 概要
前作「オリオンをなぞる」から約1年2ヶ月ぶりのシングル。本作でバンドとして初めて通常盤の他に初回限定盤が発売されており、通常盤にはLIVE CDが収録、初回限定盤にはライブ映像を収録したDVDが付属する。
このDVDはUNISON SQUARE GARDENとして初めての映像ソフト化となる。
「流星のスコール」と「さよならサマータイムマシン」にMVが存在し、両曲ともに『DUGOUT ACCIDENT』完全生産限定盤付属DVDにフルバージョンが収録されている。

## 楽曲について
流星のスコール
MVの監督は大喜多正毅。
さよならサマータイムマシン
MVは2012年6月3日に仙台Rensaで行われた「COME BACK TO “fun time”」の映像を使用している。
15周年記念B面集アルバム『Bee-Side Sea-Side 〜B-side Collection Album〜』では再ミックスのうえ収録されている。
誰かが忘れているかもしれない僕らに大事な001のこと
以前よりライブで披露していた曲。作詞・作曲の田淵によると「カップリングにするのが惜しい楽曲」。
この楽曲は、シングルカットしMVも製作される予定であった。MVのサビは斎藤に踊らせるつもりであった。
2015年に行われた初の日本武道館ワンマン公演「UNISON SQUARE GARDEN LIVE SPECIAL "fun time 724"」では1曲目に披露された。
10周年記念アルバム『DUGOUT ACCIDENT』では再ミックスのうえ収録されている。

## 収録曲
- 全作詞・全作曲：田淵智也（特記以外）、全編曲：UNISON SQUARE GARDEN
- 通常盤の#4～#6は、2011年8月20日に日比谷野外音楽堂で行われた「“Populus Populus” TOUR 2011 ～3rd album release tour～」のライブ音源を収録。

### 通常盤
CD 
| #         | タイトル                                              | 作詞  | 作曲・編曲 | 時間 |
| --------- | ----------------------------------------------------- | ----- | ---------- | ---- |
| 1.        | 「流星のスコール」                                    |       |            | 5:12 |
| 2.        | 「さよならサマータイムマシン」                        |       |            | 4:29 |
| 3.        | 「誰かが忘れているかもしれない僕らに大事な001のこと」 |       |            | 4:47 |
| 4.        | 「カウンターアイデンティティ」                        |       |            | 4:22 |
| 5.        | 「ワールドワイド・スーパーガール」                    |       |            | 3:53 |
| 6.        | 「フルカラープログラム」                              |       |            | 5:09 |
| 合計時間: | 合計時間:                                             | 27:54 |            |      |

### 初回限定盤
CD
| #         | タイトル                                              | 作詞  | 作曲・編曲 | 時間 |
| --------- | ----------------------------------------------------- | ----- | ---------- | ---- |
| 1.        | 「流星のスコール」                                    |       |            | 5:12 |
| 2.        | 「さよならサマータイムマシン」                        |       |            | 4:29 |
| 3.        | 「誰かが忘れているかもしれない僕らに大事な001のこと」 |       |            | 4:45 |
| 合計時間: | 合計時間:                                             | 14:27 |            |      |

DVD
“Populus Populus” TOUR 2011 〜3rd album release tour〜  at 日比谷野外音楽堂　2011.08.20
| #  | タイトル                         | 作詞・作曲 |
| -- | -------------------------------- | ---------- |
| 1. | 「kid, I like quartet」          | 田淵智也   |
| 2. | 「スカースデイル」               | 斎藤宏介   |
| 3. | 「きみのもとへ」                 | 田淵智也   |
| 4. | 「プロトラクト・カウントダウン」 | 田淵智也   |
| 5. | 「センチメンタルピリオド」       | 田淵智也   |
| 6. | 「23:25」                        | 田淵智也   |